# 福山村 (岡山県英田郡)
福山村（ふくやまそん）は、岡山県英田郡にあった村。

## 概要
現在の美作市柿ケ原・国貞・鈴家・田渕・万善に当たる。
この地域は美作国英多郡英田郷に属し、その後荘園の発達により江見荘の一部となったが、平地が少ないため山家の名称が生まれて江見荘山家と呼ばれることもあり、また古書には山家の荘としているものもあった。
1889年の町村制施行時に13村が合併して豊田村となったが、当地域の5村と他の8村とでは地形的にも旧来からの経緯においても異なることから、1年後に5村が分村し福山村となった。村名は山家の「山」に、嘉字の「福」を組み合わせたものであった。
その後平成の大合併により、町村制時の英田郡豊田村全域が美作市に含まれた。
かつては茶の産地であり、明治期に茶業組合が結成され、田渕に英田郡茶業伝習所が設置された。春の芽摘み期には学校を欠席する児童が多く、村はその出席率向上に苦労し出席奨励を行っていた。しかし大正期に養蚕業が導入されてからは次第に衰退し、茶畑の多くは桑畑となった。
また山地が大半を占めることから木炭やマツタケなどの生産や、植林事業も行われた。

## 沿革
- 1883年（明治16年）2月15日 - 連合戸長役場制度発足により、英田郡第七部戸長役場を万善村に設置し、同村および国貞村・柿ケ原村・田渕村・鈴家村を管轄[1][3]。
- 1889年（明治22年）6月1日 - 町村制施行に伴い、第七部戸長役場管轄区域5村および第二部戸長役場管轄区域（北原村・友野村・猪臥村・大原村・山外野村・山口村・平田村・海内村）8村の計13村が合併し、豊田村が発足。
- 1889年（明治22年） - 万善の里仁小学校が尋常豊田小学校福山支校となる[4]。
- 1890年（明治23年）6月17日 - 豊田村のうち旧第七部戸長役場管轄区域の5村が分立し、福山村となる。役場を万善に設置[2]。
- 1890年（明治23年） - 尋常豊田小学校福山支校が尋常福山小学校となる[4]。
- 1900年（明治33年）4月1日 - 英田郡が吉野郡と合併し、英田郡となる。
- 1918年（大正7年）4月 - 福山尋常小学校を福山尋常高等小学校と改称。
- 1929年（昭和4年） - 福山郵便局を田渕に開局[2]。
- 1947年（昭和22年） - 福山中学校が万善に設置される[4]。
- 1953年（昭和28年）9月1日 -英田郡江見町・土居町・粟井村・吉野村と合併して作東町となる。

## 当時の主要施設
- 福山小学校（現・さくとう山の学校）[5][6]
- 福山中学校（後に作東中学校福山校舎となり1967年廃校）[4]

## 地名の読み方
- 柿ケ原 （かきがはら）
- 国貞 （くにさだ）
- 鈴家 （すずけ）
- 田渕 （たぶち）
- 万善 （まんぜん）

## 現在の様子

### 郵便番号
- 709-4251 （美作市白水）→土居町
- 709-4252 （美作市角南）→土居町
- 709-4253 美作市柿ケ原
- 709-4254 美作市万善
- 709-4255 美作市国貞
- 709-4256 美作市鈴家
- 709-4257 美作市田渕

### 教育
旧村内に現在教育機関なし

### 交通

#### 鉄道
旧村内を走る鉄道およびその駅なし

#### 道路

##### 高速道路
旧村内を走る高速道路なし

##### 国道
旧村内を走る国道なし

##### 県道
- 主要地方道
  - 岡山県道46号和気笹目作東線

- 一般県道
  - 岡山県道360号万善美作線

### 河川・山岳

#### 河川
- 山家川
- 河会川

#### 山岳
- 黒見山

### 寺院・神社

#### 寺院
- 観音寺
- 西岸寺
- 薬水寺

#### 神社
- 天神社
- 国貞神社
- 宮山神社
- 八幡神社